# Paradosso inuit

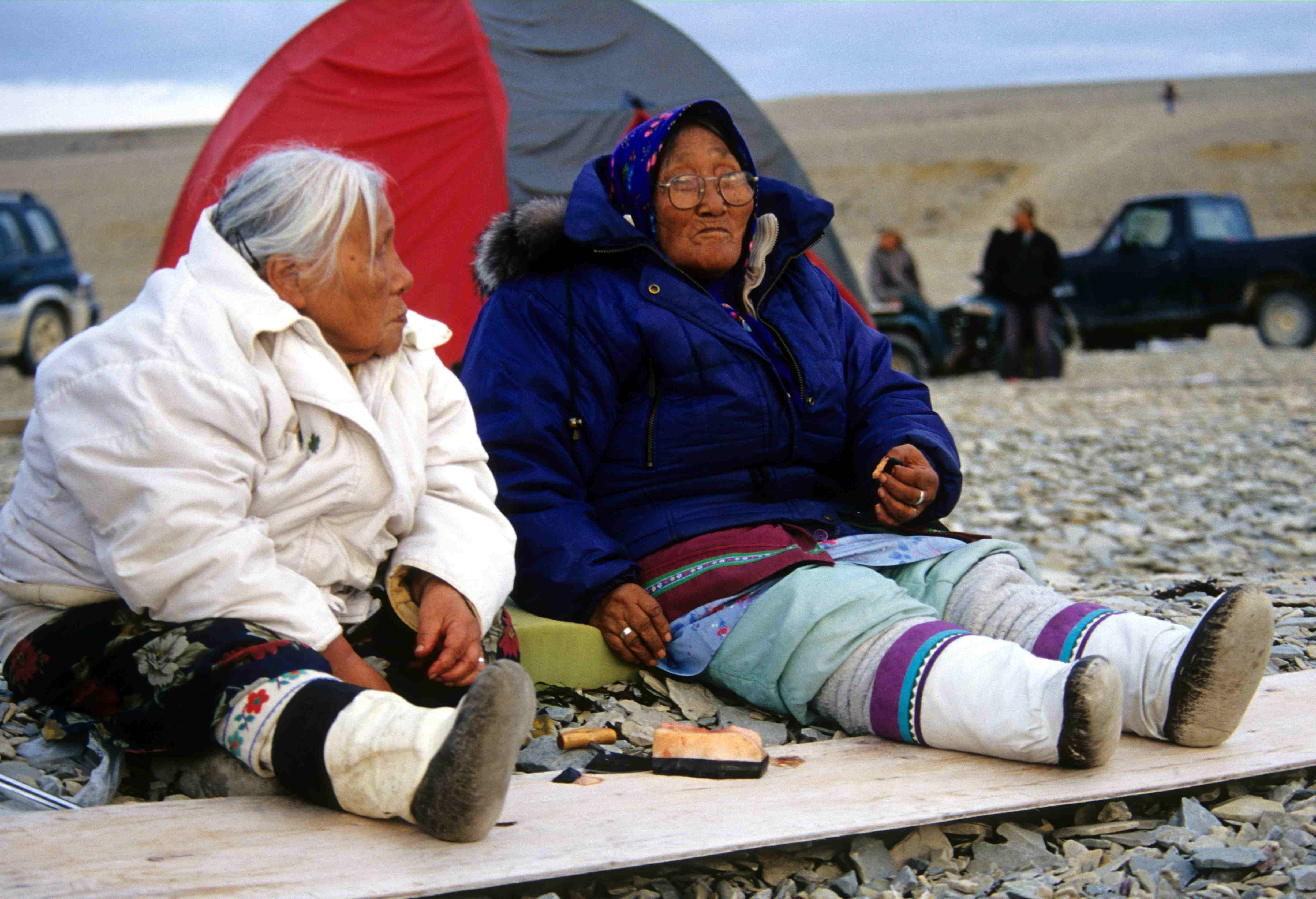
Inuit intenti a consumare del Maktaaq (tocchetti di pelle e grasso di balena)

Il paradosso inuit o il paradosso degli eschimesi è il mito secondo il quale gli Inuit non soffrirebbero di malattie cardiovascolari pur nutrendosi solo di cibi animali, assunto che non ha trovato conferma negli studi osservazionali condotti a partire dagli anni 2000 su tale popolazione.

## Storia
Tale paradosso parte dall'osservazione per cui le popolazioni artiche Inuit e Yup'ik, pur aderendo ad una dieta tradizionale basata su cibi animali e con la quasi totale assenza di frutta e verdura, non presentassero casi di malattie coronariche.
Tale osservazione fu riportata inizialmente da alcune spedizioni di inizio XX secolo nelle zone artiche ed è stata oggetto di diverse pubblicazioni.
Alcune di esse avanzavano l'ipotesi che tale paradosso fosse dovuto ad un effetto protettivo degli acidi grassi omega-3 presenti in grande quantità nel pesce artico e nel grasso di balena.
L'attribuzione alle diverse proprietà dei grassi ingeriti era stato messo in dubbio già dagli anni '30 del Novecento.
Con il progredire degli studi si è potuto osservare che:
1. Rispetto agli altri popoli non artici, gli Inuit tollerano quantità di acidi grassi animali molto elevate grazie ad un cluster di mutazioni nei geni che sovrintendono al metabolismo degli acidi grassi.[8][10] Come alcuni casi endemici di Colesterolosi.[11]
2. Gli eschimesi soffrono comunque di un elevato tasso di malattie cardiovascolari,[3][4] semmai il loro tasso è doppio rispetto alle popolazioni non artiche.

Inoltre, tale alto tasso di incidenza non può essere attribuito ai recenti cambiamenti della loro dieta; piuttosto l'occidentalizzazione della loro dieta ha abbassato il tasso di malattia coronarica.
Già più di mille anni fa gli Eschimesi soffrivano di malattie cardiovascolari come è stato rivelato dai ritrovamenti di mummie eschimesi con aterosclerosi.